# Pachyprosopis georgica
Pachyprosopis georgica är en biart som beskrevs av Cockerell 1929. Pachyprosopis georgica ingår i släktet Pachyprosopis och familjen korttungebin. Inga underarter finns listade i Catalogue of Life.